# Пісочненська сільська рада (Ковельський район)
Пісочненська сільська рада — орган місцевого самоврядування у Ковельському районі Волинської області з адміністративним центром у с. Пісочне.

## Загальні відомості
Пісочненська сільська рада утворена у 1950 році. Населення згідно з переписом населення 2001 року становить 811 осіб, згідно з переписом 1989 року становило 950 осіб. 
До другої світової війни, за правління Польської республіки, територія сучасної сільради належала до Поворської гміни з центром в містечку Поворськ, Ковельський повіт, Волинське воєводство.
1 липня 2016 року Пісочненська разом ще з трьома сільськими радами Ковельського району увійшла до складу новоствореної Поворської сільської об'єднаної територіальної громади.

## Населені пункти
Сільській раді підпорядкований один населений пункт.
| № | Назва населеного пункту | Населення | Площа, км² | Густота населення | Дата заснування |
| - | ----------------------- | --------- | ---------- | ----------------- | --------------- |
| 1 | с. Пісочне              | 811       | 26,01      | 51,59             |                 |

## Населення
Згідно з переписом УРСР 1989 року чисельність наявного населення сільської ради становила 904 особи, з яких 422 чоловіки та 482 жінки.
За переписом населення України 2001 року в сільській раді мешкали 782 особи.

### Мова
Розподіл населення за рідною мовою за даними перепису 2001 року:
| Мова       | Відсоток |
| ---------- | -------- |
| українська | 99,63 %  |
| російська  | 0,25 %   |
| білоруська | 0,12 %   |

## Склад ради
Сільська рада складається з 12 депутатів та голови. Склад ради: 11 депутатів (91.7 %) — самовисуванці, та ще одна депутат (8.3 %) — від Народної партії 

## Керівний склад сільської ради
| ПІБ                            | Основні відомості                                                               | Дата обрання | Дата звільнення |
| ------------------------------ | ------------------------------------------------------------------------------- | ------------ | --------------- |
| Лисковець Руслан Олександрович | Сільський голова, 1969 року народження, освіта                                  | 26.03.2006   | 31.10.2010      |
| Лисковець Руслан Олександрович | Сільський голова, 1969 року народження, освіта середня спеціальна, безпартійний | 31.10.2010   |                 |

Примітка: таблиця складена за даними джерела